# Stroevo
Stroevo (bulgariska: Строево) är ett distrikt i Bulgarien.   Det ligger i kommunen obsjtina Maritsa och regionen Plovdiv, i den centrala delen av landet, 120 km öster om huvudstaden Sofia.
Runt Stroevo är det i huvudsak tätbebyggt. Runt Stroevo är det mycket tätbefolkat, med 4 039 invånare per kvadratkilometer.